# Paranicomia leucoma
Paranicomia leucoma är en skalbaggsart som först beskrevs av Lacordaire 1872.  Paranicomia leucoma ingår i släktet Paranicomia och familjen långhorningar. Inga underarter finns listade i Catalogue of Life.